# Kirche Glewitz

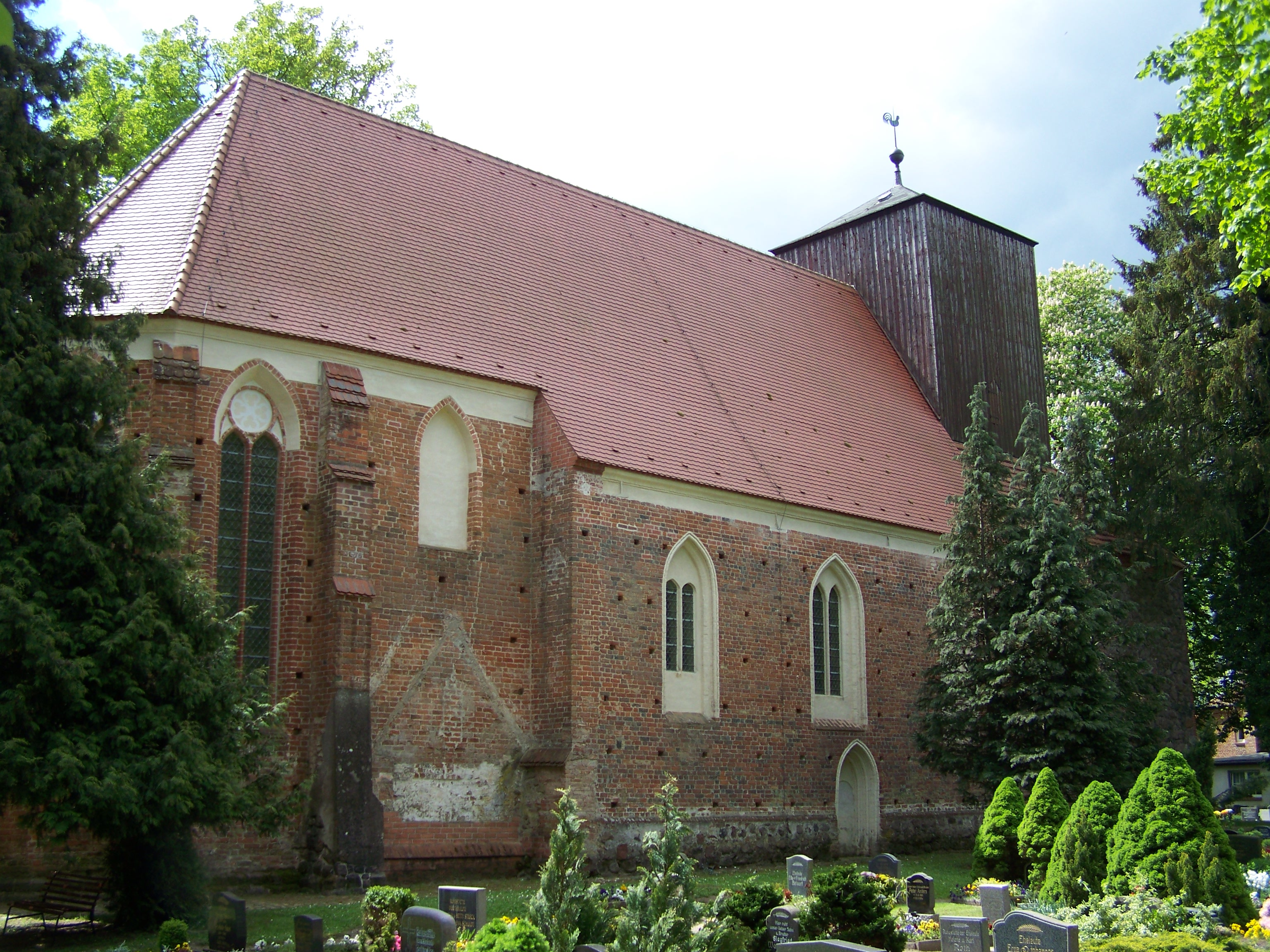
Kirche in Glewitz

Die Kirche Glewitz, auch Margarethenkirche oder St. Margarethen zu Glewitz genannt, ist ein Kirchengebäude in der Gemeinde Glewitz im Landkreis Vorpommern-Rügen. Sie stammt aus dem 13./14. Jahrhundert.

## Geschichte
Ende des 13. Jahrhunderts wurde der polygonale Chor errichtet und zeigt ungewöhnliche Proportionen der Hochgotik. An den Chor wurde nach 1350 die dreijochige Backsteinhalle angefügt wurde. Der Westturm wurde im 15. Jahrhundert aus Feldsteinen errichtet. Nach einem Einsturz wurde 1717 das westliche Chorgewölbe erneuert. Im Jahr 1851 wurde die Kirche verputzt, zehn Jahre später auf den Turm ein hölzerner Aufsatz mit Pyramidendach gesetzt.

## Gestaltung
Der Chor weist schlanke, hochgotische Proportionen auf. Die Strebepfeiler sind abgetreppt, die dreibahnigen Spitzbogenfenster im Chorscheitel verfügen in den Zwickeln über gemauerte Blendrosetten. Das Kirchenschiff besitzt zweibahnige Fenster in Spitzbogenblenden. Die Nordsakristei wurde abgebrochen. Die Decke ist als Kreuzrippengewölbe ausgeführt.
Bei der umfangreichen Innenausstattung sind vor allem die farbliche Architekturfassung aus der Zeit vor 1300 und die umfangreichen Wandmalereien von 1370 hervorzuheben. Wie in einem mittelalterlichen Comic werden Geschichten aus dem Leben Jesu und Heiligenlegenden erzählt. Art, Umfang und Erhaltungszustand der 1995 wiederentdeckten Malereien machen die Kirche zu einem bedeutenden Baudenkmal des gesamten norddeutschen Raumes.

## Ausstattung
Zu den Sehenswürdigkeiten in der Kirche zählen Wandmalereifriese in Chor und Schiff aus der Zeit um 1370/1380, Apostelfiguren an den Pfeilern, einige Darstellungen von Heiligen und biblischen Szenen.

### Altar und  Kanzel
Der neugotische Altaraufsatz stammt aus dem Jahr 1869 und zeigt den segnenden Christus im Stile der Thorwaldsenschule. Die Kanzel in Empireformen wurde 1786 gebaut und zeigt den stehenden Christusknaben auf dem Schalldeckel und gemalten Szenen aus dem Leben Jesu am Kanzelkorb.

### Wandmalerei und Margarethendarstellung
Neben der sehr dominanten Darstellung der Margarethenlegende, der Namenspatronin der Kirche, auf der Südwand von Chor und Kirchenschiff sind ein Passionsfries und andere Darstellungen von Heiligen, Legenden und biblischer Geschichten gemalt, wie elf Aposteldarstellungen, Erasmus, Apollonia, Dorothea, Melchisedek, Antonius, Christophorus, Martin von Tour, die Verkündigung der Maria, die Anbetung der Könige, das Pfingstgeschehen, die Legende von den Drei Lebenden und den Drei Toten, sowie fünf Wappen der Familie von Zepelin.

### Sakralgegenstände
Zu den ältesten Stücken der Einrichtung zählen ein Perückenkruzifix mit den Evangelistensymbolen an den Kreuzenden (um 1510) und ein Relikt des ehemaligen Marienaltars, eine Schnitzplastik im sogenannten Internationalen Stil, mit einer Abbildung der Heiligen Katharina aus dem Jahr 1425. Weiterhin ein stehender Tauf- & Pultengel (1788) und der Beichtstuhl (1683).

### Orgel
Die Orgel wurde 1844 von Johann Friedrich Schulze gefertigt. Sie besitzt einen dreiteiligen, neugotischen Prospekt.

### Geläut
Die einzige Glocke der Kirche wurde 1370/1380 gefertigt.

## Gemeinde
Die evangelische Kirchgemeinde gehört seit 2012 zur Propstei Stralsund im Pommerschen Evangelischen Kirchenkreis der Evangelisch-Lutherischen Kirche in Norddeutschland. Vorher gehörte sie zum Kirchenkreis Demmin der Pommerschen Evangelischen Kirche.